# Стремигород
Стреми́город (укр. Стремигород) — село на Украине, основано в 1591 году, находится в Коростенской городской общине Житомирской области.
Код КОАТУУ — 1822385601. Население по переписи 2001 года составляет 532 человека. Почтовый индекс — 11545. Телефонный код — 4142. Занимает площадь 2,587 км².